# Zentrygon albifacies
Zentrygon albifacies е вид птица от семейство Гълъбови (Columbidae).

## Разпространение
Видът е разпространен в Гватемала, Мексико, Никарагуа, Салвадор и Хондурас.